# Talonas

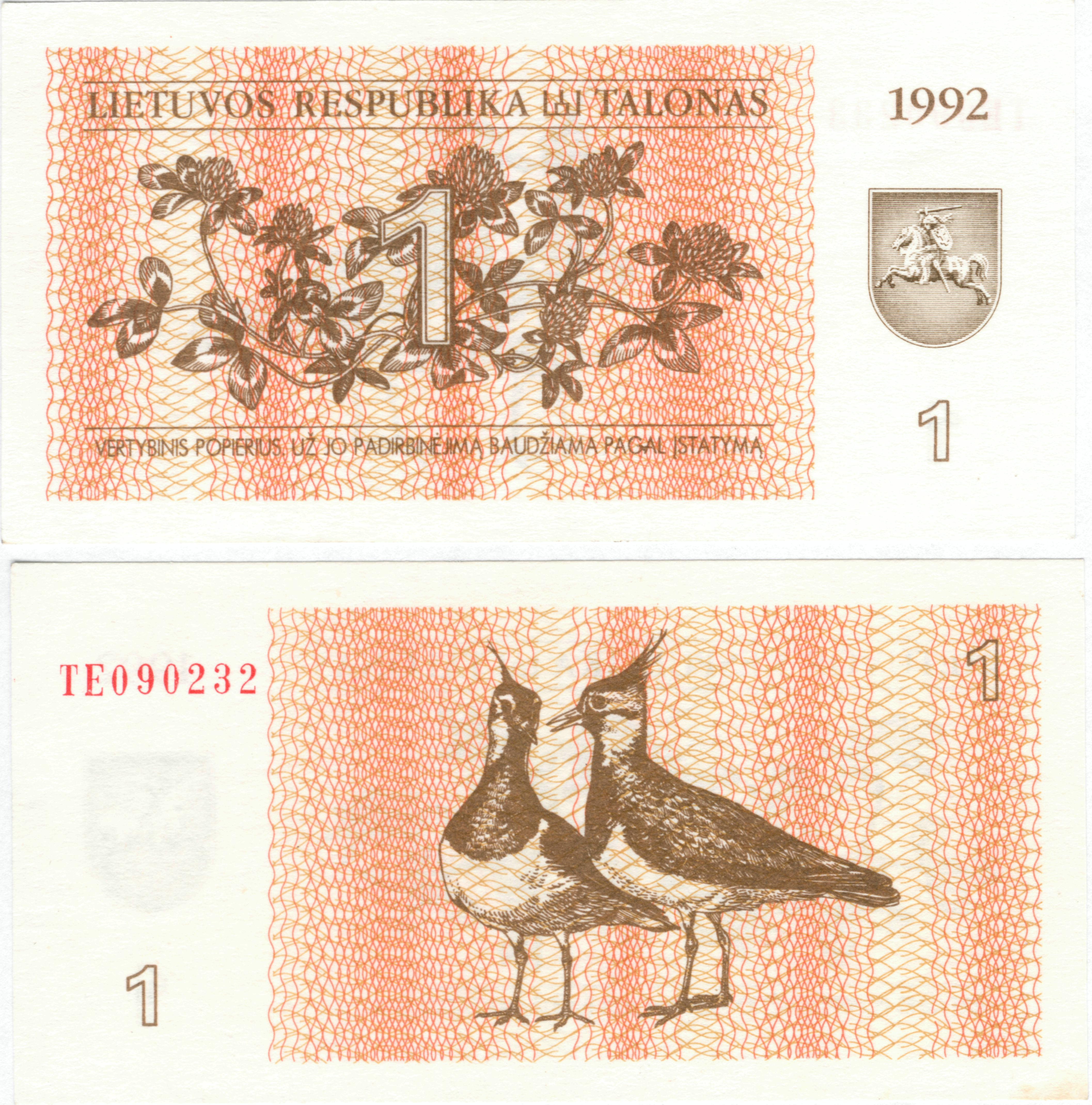
1 Talonas von 1992

Der Talonas (LTT nach ISO 4217) war die Übergangswährung in Litauen nach der wieder erlangten Unabhängigkeit 1990. Er galt vom 5. August 1991 bis zum 20. Juli 1993. Er markiert den Ausstieg aus dem Wirtschaftssystem der Sowjetunion und war zunächst eine Parallelwährung zum russischen Rubel, ehe er im Oktober 1992 alleinige Währung Litauens wurde. Ab dem 25. Juni 1993 wurde er durch den Litauischen Litas ersetzt, die bis zur Einführung des Euros am 1. Januar 2015 Litauens Währung war.

## Begriff
Talonas ist das litauische Wort für Gutschein. Im Volksmund bürgerte sich zudem der Ausdruck vagnorkės ein, nach dem damals amtierenden Ministerpräsidenten Gediminas Vagnorius, der die Einführung der Parallelwährung veranlasst hatte.
| Jahr    | Inflationsrate (in %) | Inflationsrate (in %) |
| ------- | --------------------- | --------------------- |
|         | In Litauen            | In Russland           |
| 1991    | 225                   | k. A.                 |
| 1992    | 1100                  | 2509                  |
| 1993    | 409                   | 850                   |
| 1994    | 45,1                  | 215,1                 |
| Quellen |                       |                       |

## Geschichte
Hintergrund der Einführung des Talonas war das Bestreben, die litauische Wirtschaft aus dem sowjetischen Wirtschaftssystem herauszulösen und die Hyperinflation einzudämmen, der der Rubel in dieser Zeit unterlag. Zu diesem Zweck wurden Löhne und Gehälter zu 20 % in Talonas ausbezahlt. Waren dagegen mussten je zur Hälfte in Rubel und Talonas bezahlt werden. Solcherart wollte man die Geldmenge verknappen und die Inflation einbremsen. Grund für die Inflation war aber nicht die übersteigerte Nachfrage, sondern das stark zurückgegangene Angebot. Die Talonai (Plural für Talonas) führten somit zu einer Verlagerung der Waren auf den Schwarzmarkt, wo die Waren zu deutlich höheren Preisen, aber dafür rein mit Rubel zu erwerben waren. Als sehr problematisch erwies sich zudem die geringe Qualität der reinen Papierwährung Talonas (Einheiten zu 0,10, 0,20, 0,50, 1, 3, 5, 10, 20, 50 und 100, später auch 200 und 500 Talonas), die die Fälschung erleichterte. Da der Talonas direkt an den Rubel gekoppelt war, konnte er die Inflation im Vergleich zur Situation in Russland zwar abschwächen, es blieb allerdings bei Inflationsraten weit jenseits der 100 %.
Als es im Mai 1992 nicht wie erwartet zur Einführung des Litas kam, wurde der Talonas zunächst konvertibel zum Rubel und ab 1. Oktober 1992 zur allein gültigen Währung in Litauen. Neue Noten zu 200 und 500 Talonas wurden eingeführt, diejenigen zu 0,10, 0,20, 0,50, 3 und 5 Talonas aus dem Verkehr gezogen. Am 25. Juni 1993 begann die Litauische Staatsbank schließlich als letzte baltische Staatsbank mit der Einführung einer endgültigen nationalen Währung. Der Umtauschkurs betrug 100 Talonas = 1 Litas. Mit dem 20. Juli 1993 verlor der Talonas seine Gültigkeit.